# Monumentul Luptătorului Antiterorist

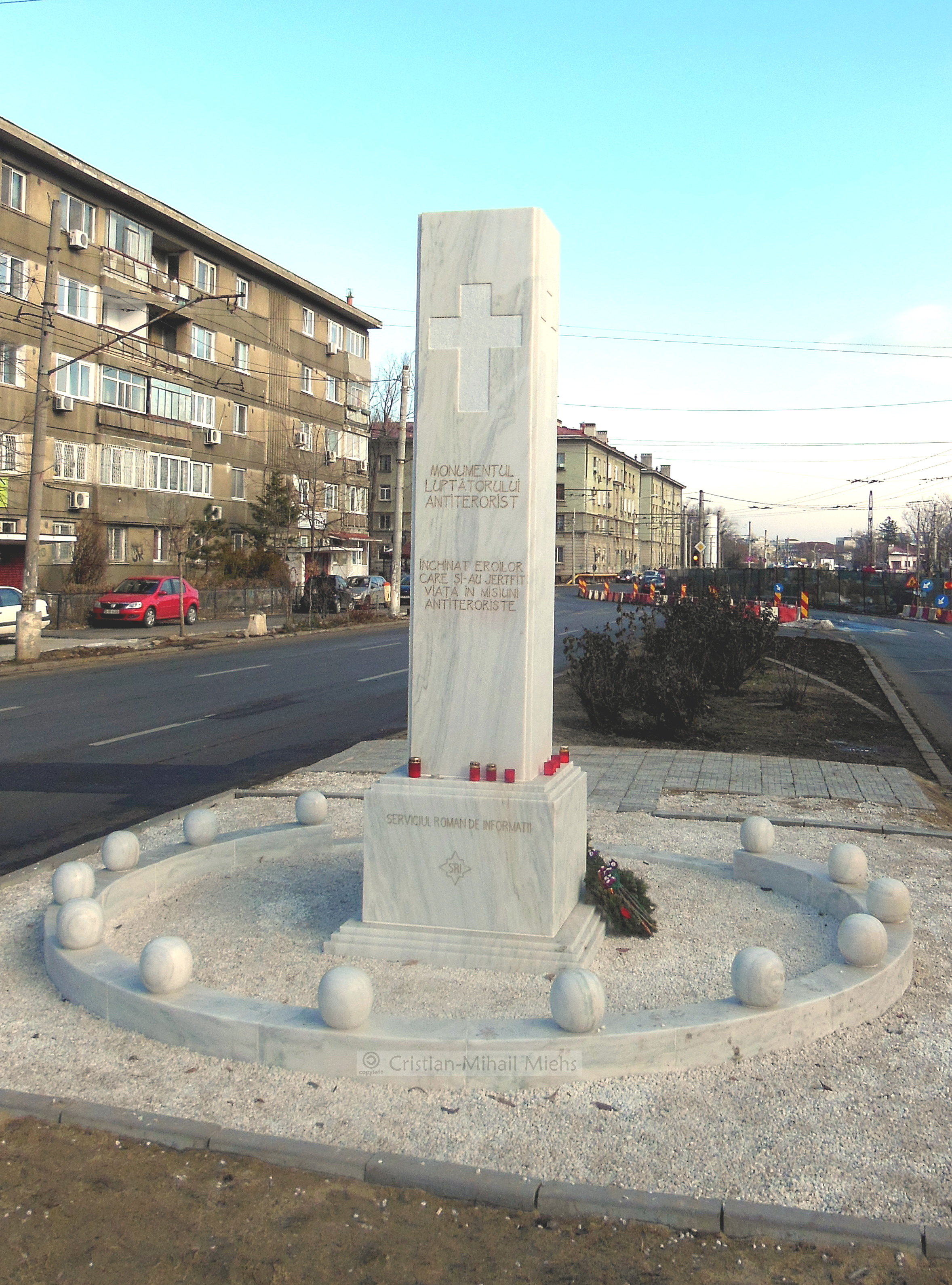
Monumentul Luptătorului Antiterorist din București – Fața pe care este înscrisă titulatura monumentului și dedicația
Închinat tuturor eroilor care și-au jertfit viața în misiuni antiteroriste

Monumentul Luptătorului Antiterorist, denumit și Monumentul eroilor USLA, a fost ridicat în București pentru cinstirea memoriei celor opt luptători ai Unității Speciale de Luptă Antiteroristă (USLA) uciși în noaptea de 23 spre 24 decembrie 1989, zile de început a Revoluției Române din 1989. Inițial, toți au primit distincția de eroi-martiri ai Revoluției. După 21 de ani, titlul le-a fost retras, pe motiv că CNSAS a declarat că au făcut poliție politică, fără a fi luată în calcul funcția lor de ofițeri ai Securității și implicit colaborarea lor inerentă cu această structură.
Monumentul, ridicat prin grija Serviciului Român de Informații (SRI) chiar în locul unde aceștia au murit, a fost inaugurat la 20 decembrie 2012 pe bulevardul Drumul Taberei, la intersecția cu bulevardul Vasile Milea, în prezența șefului SRI, George Maior.

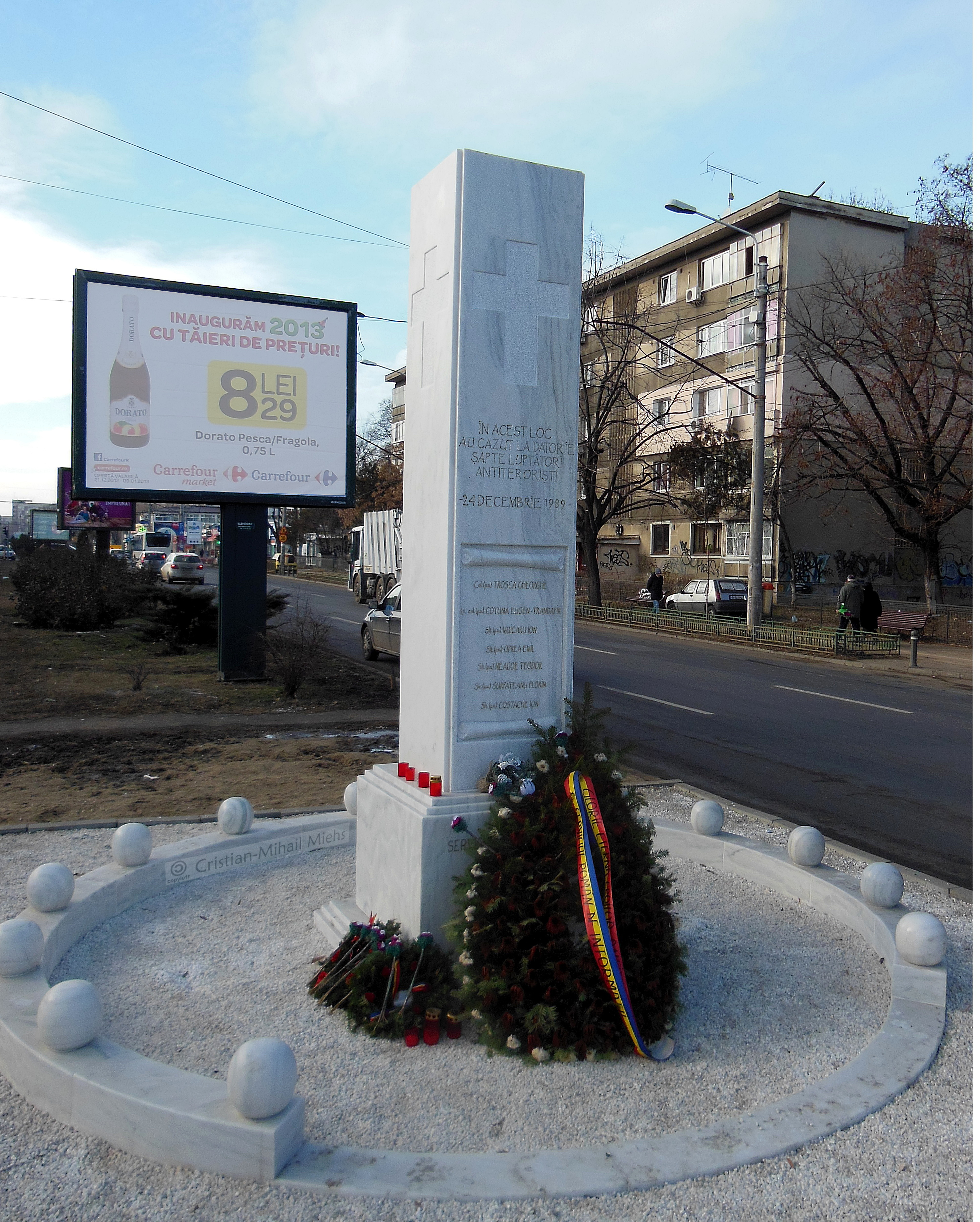
Monumentul Luptătorului Antiterorist din București – Fața pe care sunt înscriși eroii USLA, căzuți la 24 decembrie 1989

Pe monument este înscris textul: „În acest loc au căzut la datorie șapte luptători antiteroriști, în 24 decembrie 1989”. Monumentul este închinat și tuturor eroilor căzuți în misiunile antiteroriste înainte și după 1989.
Din ordinul generalului Nicolae Militaru, luptătorii USLA conduși de colonelul Gheorghe Trosca au fost chemați să apere de teroriști sediul MApN, clădire care în prezent este sediul Marelui Stat Major, cu toate că Ministerul era, oricum, apărat de tancurile armatei. De reținut că ministrul Nicolae Militaru i-a cerut insistent colonelului Ion Ardeleanu, comandantul USLA, ca luptătorii chemați în ajutor să fie conduși neapărat de colonelul Trosca. Ordinul efectiv de tragere a fost transmis tancurilor din fața MApN de colonelul Safta care a fost avansat, ulterior, ca general. Ulterior s-a dovedit că prin chemarea lor s-a urmărit, de fapt, o diversiune. Imediat ce cele două echipaje USLA, îmbarcate în două ABI (Autovehicule Blindate pentru Intervenție, pe șasiu ARO 240) au ajuns în imediata apropiere a Ministerului Apărării Naționale, deși au transmis prin sistemul de comunicații militare parola și tipul de misiune pentru care fuseseră convocate, au fost prinse într-o ambuscadă, s-a deschis foc asupra lor și opt dintre luptătorii USLA și-au pierdut viața iar alți patru au fost răniți grav.
Ion Muicaru a fost decapitat iar capul său a fost așezat în batjocură, cu o țigară în gură, înfipt pe osia roții unui ABI răsturnat. Trupurile luptătorilor USLA uciși au zăcut mai multe zile pe asfalt, timp în care trecătorii au scuipat și au urinat peste acestea, iar pe mașina blindată cu care aceștia s-au deplasat a fost scris „Teroriști“.
Cinci oameni au supraviețuit măcelului comandat din sediul MApN: Romulus Garz, Ștefan Soldea, Petre Găinescu și Ionel Păduraru, luptători ai USLA, precum și Constantin Isac care fusese trimis în misiunea de apărare a sediului MApN ca reprezentant al FSN.
Eroii USLA cinstiți prin acest monument sunt următorii:
- Gheorghe Trosca (colonel, șef de Stat Major în cadrul USLA),
- Eugen Trandafir Cotună (locotenent-colonel),
- Andrei Ștefan (sublocotenent),
- Ion Muicaru (sublocotenent),
- Emil Oprea (sublocotenent),
- Florin-Constantin Surpățeanu (sublocotenent),
- Teodor Neagoe (sublocotenent),
- Ion Costache (sublocotenent).

Gradele militare înscrise în dreptul lor au fost acordate post-mortem. La data decesului, Gheorghe Alexandru Trosca, șeful statului major al USLA, era locotenent colonel, Eugen Trandafir Cotună, șeful serviciului de protecție apropiată, era maior. Ceilalți luptători decedați erau subofițeri.
De fapt, toată mascarada cu chemarea expresă a lui Trosca și „confundarea” echipajelor USLA cu teroriștii era doar un act josnic de răzbunare personală. Gheorghe Trosca a fost ofițerul de contrainformații care, în anii ’80, l-a depistat pe generalul Nicolae Militaru drept colaborator al GRU, în dosare cu nume de cod „Corbii”, „Igor” și „Olga”. Din acest motiv, Nicolae Ceaușescu l-a trecut pe Militaru pe „linie moartă”, dar a fost rechemat în cadrele active ale armatei prin Decretul nr. 2 al președintelui Consiliului Frontului Salvării Naționale, Ion Iliescu, din 26 decembrie 1989 și numit în funcția de ministru al apărării naționale după înlăturarea regimului Ceaușescu.
Ca urmare a deciziei CNSAS, care a stabilit că: „Domnul Trosca Gheorghe a fost agent al poliției politice comuniste, având gradul de maior în cadrul Direcției a IV-a, U.M. 11656 București, în anii 1983 - 1985, respectiv Direcția a IV-a, U. M. 01305 București, în anul 1984", în 2011 președintele Traian Băsescu a decis retragerea titlului de Erou-Martir al Revoluției pentru fostul șef al Unității Speciale de Luptă Antiteroristă (USLA)  dar și pentru Eugen Trandafir Cotună care a fost șeful intervenției la aceeași unitate.
Cu privire la moartea lui Trosca, s-a vehiculat ipoteza că acesta a fost ucis, din răzbunare, de generalul Nicolae Militaru, pe motiv că Trosca ar fi deconspirat legăturile acestuia cu KGB. Din dosarul de cadre al lui Trosca și din dosarul acestuia de la Consiliul Național pentru Studierea Arhivelor Securității nu rezultă însă vreo legătură cu generalul Militaru. În perioada 1977-1979 Trosca fusese detașat pentru studii la Academia Militară, Facultatea de Arme Întrunite, Tancuri și Auto, trecerea în rezervă a lui Militaru petrecându-se în 1978. Din acest motiv, conflictul Militaru-Trosca a fost considerat "inventat" de către cercetători în domeniul istoriei

## Eroii Academiei Tehnice Militare

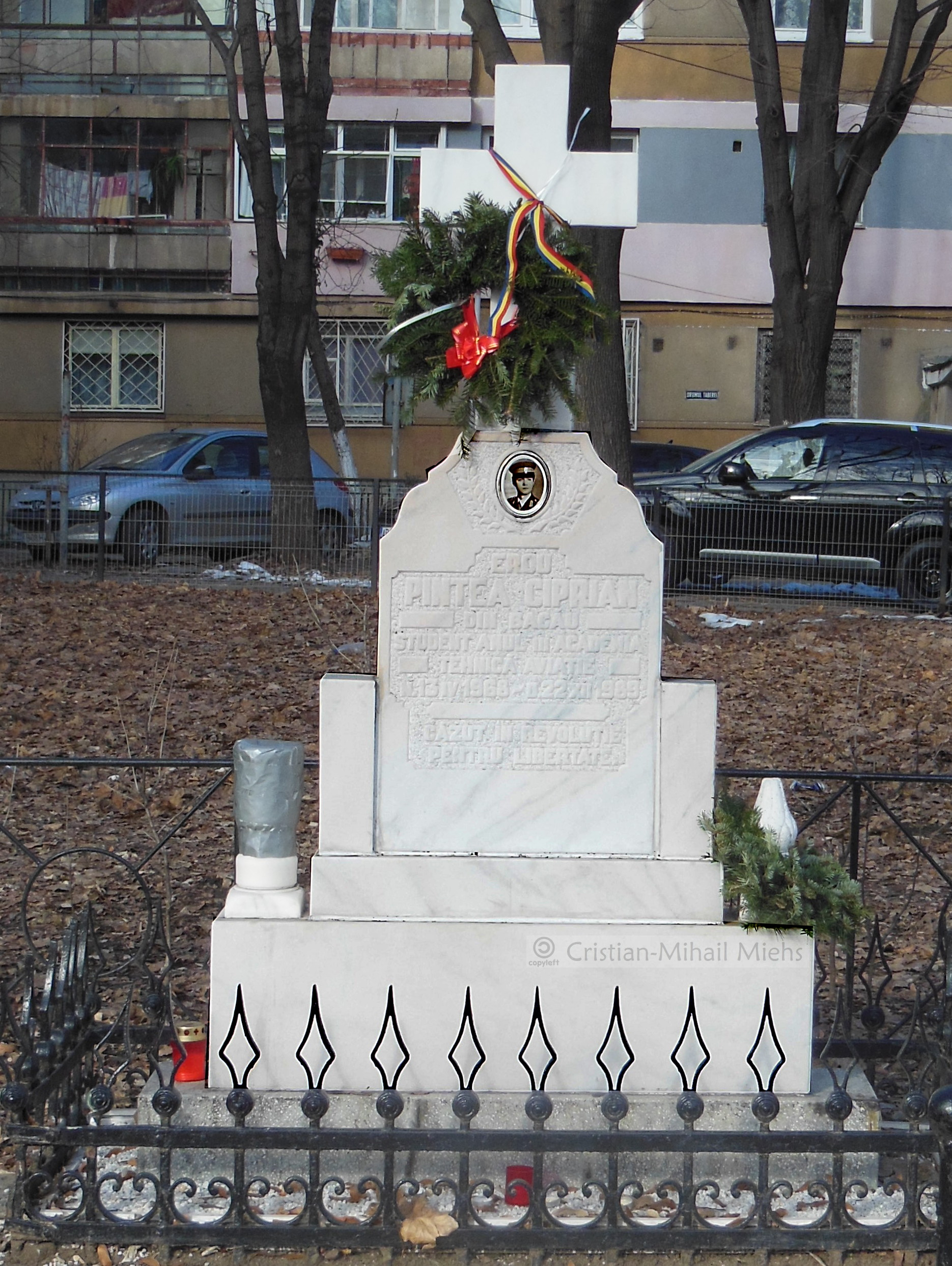
Cenotaful studentului-erou, sublocotenent post-mortem Pintea Ciprian

În dreptul Monumentului Luptătorului Antiterorist, dar pe spațiul verde din fața blocului lângă care au fost masacrați luptătorii USLA, se găsește cenotaful lui Pintea Ciprian, student în anul III al Academiei Tehnice Militare, unul din cei 8 studenți militari morți în noaptea de 22 decembrie 1989, într-o situație foarte asemănătoare cu cea în care aveau să piară în noaptea următoare luptătorii USLA.
Iată cum au decurs evenimentele: în seara zilei de 22 decembrie, un detașament format din două companii, alcătuite din circa 350 studenți și 10 cadre ale Academiei Tehnice Militare, a fost trimis să participe la acțiunile de luptă de apărare a M.Ap.N. Din pricina totalei lipse de coordonare a forțelor de către marele Stat Major, coloana de autobuze care îi aducea a oprit, în jurul orei 01.30, cu primul autobuz în fața blocului A 1 de pe strada Drumul Taberei, moment în care a început un schimb de focuri între forțele luptătoare din incinta M.Ap.N. și „teroriștii” din blocurile din jur. Studenții și cadrele au debarcat rapid, studenții s-au adăpostit în teren și, luând poziții de tragere, au deschis focul. În urma schimburilor de focuri s-au înregistrat următoarele pierderi:
- 5 morți (sublocotenenții post-mortem Pintea Ciprian, Franga Eugen, Pătcaș Ioan, Bucur Cristian și Dumitraș Ștefan) și
- 8 răniți (locotenenții Pol Romulus, Bota Marius, Huțanu Vasile, Sușman Dan, Popescu Cristian, Lupu Sorin, Dumitrache Valentin și Tihon Valentin).

Cenotaful ridicat de familia eroului Pintea Ciprian, născut la Bacău în 1968, ține trează amintirea studenților militari cărora le-a curmat viața brambureala de care a dat dovadă conducerea armatei române în decembrie 1989. Statuia lui Ciprian Pintea din Bacău amintește de același trist eveniment.
În incinta Academiei Tehnice Militare a fost ridicat un monument care amintește de cei 5 eroi căzuți la datorie, în 22 decembrie 1989.